# Nils Sandström
Nils Gottfrid Sandström (Göteborg, 9 d'agost de 1893 - Estocolm, 17 d'agost de 1972) va ser un atleta suec, especialista en curses de velocitat, que va competir a començaments del segle xx.
El 1920 va prendre part en els Jocs Olímpics d'Anvers, on disputà tres proves del programa d'atletisme. En la cursa del 4x100 metres relleus, formant equip amb Agne Holmström, William Petersson i Sven Malm, guanyà la medalla de bronze. En els 100 i 200 metres quedà eliminat en sèries.
Entre 1917 i 1925 Sandström guanyà 23 medalles als campionats nacionals suecs. Fou campió dels 100 metres el 1919 i 1920, i guanyà quatre títols als 4x100 metres relleus (1919 a 1921 i 1923) i 4x400 metres relleus (1919 a 1922). Mai va guanyar el campionat suec dels 200 metres, tot i que va posseir el rècord nacional d'aquesta prova entre 1917 i 1920.

## Millors marques
- 100 metres. 10.7" (1921)
- 200 metres. 22.2" (1922)[3]